# Cymothoe albofasciata
Cymothoe albofasciata är en fjärilsart som beskrevs av Heinrich Neustetter 1912. Cymothoe albofasciata ingår i släktet Cymothoe och familjen praktfjärilar. Inga underarter finns listade i Catalogue of Life.